# امراه باش‌سان
امراه باش‌سان (انگلیسی: Emrah Başsan؛ زادهٔ ۱۷ آوریل ۱۹۹۲) بازیکن فوتبال اهل ترکیه است.
از باشگاه‌هایی که در آن بازی کرده‌است می‌توان به باشگاه فوتبال آنتالیااسپور اشاره کرد.
وی همچنین در تیم‌های ملی فوتبال جوانان ترکیه و زیر ۲۱ سال ترکیه بازی کرده‌است.